# チャールズ・チャップリン・ジュニア
チャールズ・チャップリン・ジュニア（Charles Spencer Chaplin Jr.、1925年5月5日 - 1968年3月20日）は、アメリカ合衆国の俳優である。

## 経歴
1925年、チャールズ・チャップリンと2番目の妻でメキシコ系アメリカ人の女優リタ・グレイの間に生まれた。同じく俳優のシドニー・チャップリンは同母弟、女優のジェラルディン・チャップリンは異母妹に当たる。
幼少時、彼と弟シドニーは実母リタが起こした離婚訴訟において、実母側の手駒として扱われた。リタが暴露した実父チャップリンの私生活は、扇情的に報道されて公然のものとなった。離婚成立後、兄弟は実母リタおよび母方の祖母によって、1930年代の半ばに彼ら2人が頻繁に実父チャップリンとの行き来を始めるまで養育された。
チャップリン・ジュニアはハリウッドのブラックフォックス士官学校およびニュージャージー州ローレンスヴィルのローレンスヴィル・スクールに在籍し、第二次世界大戦中はアメリカ合衆国陸軍に入隊してヨーロッパ戦線に派遣された。
チャップリン・ジュニアは13本の映画と数本のテレビ連続ドラマに出演し、『ライムライト』（1952年）では父と共演している。イーディス・ウォートンの小説 "Ethan Frome" の舞台化では、弟とともにサークル劇場 に出演した。1960年には、彼の家族とその私生活を題材にした『わが父チャップリン―息子が見た喜劇王の素顔』（My Father, Charlie Chaplin）という著書を執筆した。
チャップリン・ジュニアは女優のスーザン・マグネス（Susan Magness）と1958年に結婚してカリフォルニア州ロサンゼルスに住んだ。2人の間には、1959年5月に娘スーザン・マリー（Susan Maree Chaplin）が誕生したが、同年に離婚している。
1968年、肺塞栓症を発症して42歳で死去した。彼の遺体は、ロサンゼルスのハリウッド・フォーエヴァー墓地に埋葬された。

## 主な出演作品

### 映画
- 『ライムライト』Limelight（1952年）
- 『性愛の曲がり角』HIGH SCHOOL CONFIDENTIAL!（1958年）
- 『悪いやつ』The Beat Generation（1959年）

### テレビ
- 『ワイルド・ビル・ヒコックの冒険』Adventures of Wild Bill Hickok（1955年）
- General Electric Summer Originals（1956年）
- Matinee Theatre（1957年）

## 著書
- 『わが父チャップリン―息子が見た喜劇王の素顔』 チャールズ・チャップリン・ジュニア／N.&M.ロー、木槿三郎訳、恒文社、1975年